# Llocnou de Sant Jeroni
Llocnou de Sant Jeroni è un comune spagnolo di 573 abitanti situato nella comunità autonoma Valenciana.